# Separación silábica
La silabación es la separación por sílabas de una palabra, bien sea dicha o escrita. En el texto, la silabación se marca mediante el guion (-) u otros signos ortográficos. 

## Etimología
«Silabación» es un derivado de sílaba, que proviene del latín syllaba, a su vez del griego antiguo συλλαβή (sullabḗ).

## Uso

### Escritura de español
La silabación en español se basa en los tres constituyentes de la misma sílaba: el ataque, el núcleo y la coda. El núcleo de una sílaba es la vocal, pues no existe sílaba sin vocal. El ataque y la coda son las consonantes iniciales y finales respectivamente.

### Escritura del Alfabeto Fonético Internacional
El punto (.) es el signo que se usa para la hifenación en el Alfabeto Fonético Internacional. Por ejemplo, [ˈsi.la.β̞a]. Alternativamente se usa un punto volado (·) o, más concretamente un separador silábico (‧), carácter U+2027, específicamente creado para marcar los puntos de separación.

### Programación
Un algoritmo de separación de sílabas es un conjunto de reglas, especialmente una codificada para su implementación en un programa de computadora, que decide en qué puntos se puede dividir una palabra en dos líneas con un guion. El más usado es el que va implementado en el sistema TeX.

## Otros usos
Otras acepciones de «hifenación» o «silabación»:
- En la edición de texto, la silabación o hifenación consiste en dividir una palabra en dos líneas separándose por un guion.[2] Sirve para evitar que haya demasiado espacio entre las palabras de un párrafo. Cada lengua cuenta con sus reglas de hifenación. El estudio de una correcta disposición del texto se llama maquetación.

- En las publicaciones científicas es común la hifenación de los apellidos de sus autores. La hifenación de apellidos también es común en familias multiculturales y legalmente permitido en muchos países; de esta forma los apellidos de ambos progenitores pasan a formar un único bloque, con el fin de perpetuar ambos linajes. Por ejemplo, Mary Rodríguez-Williams.